# Dorfkirche Markgrafpieske

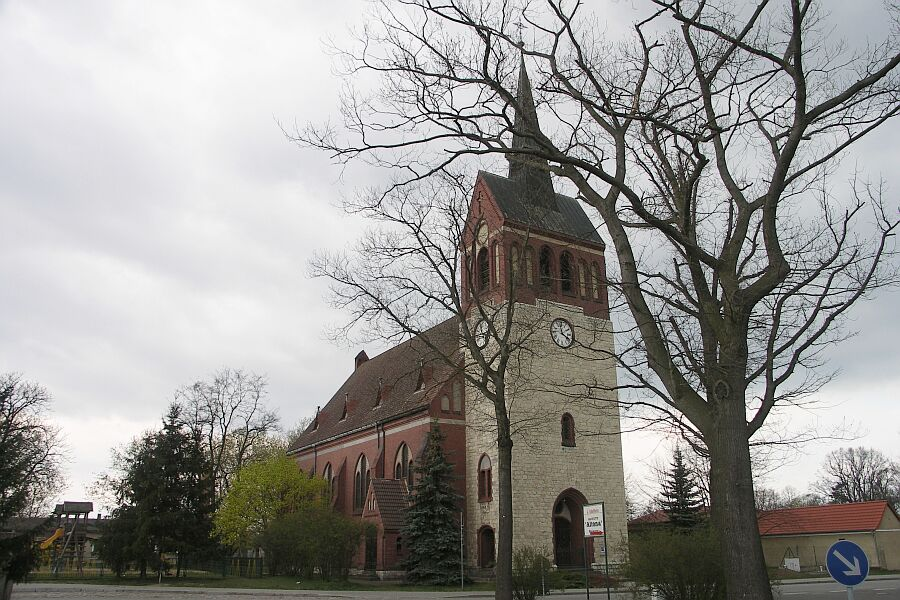
Dorfkirche in Markgrafpieske

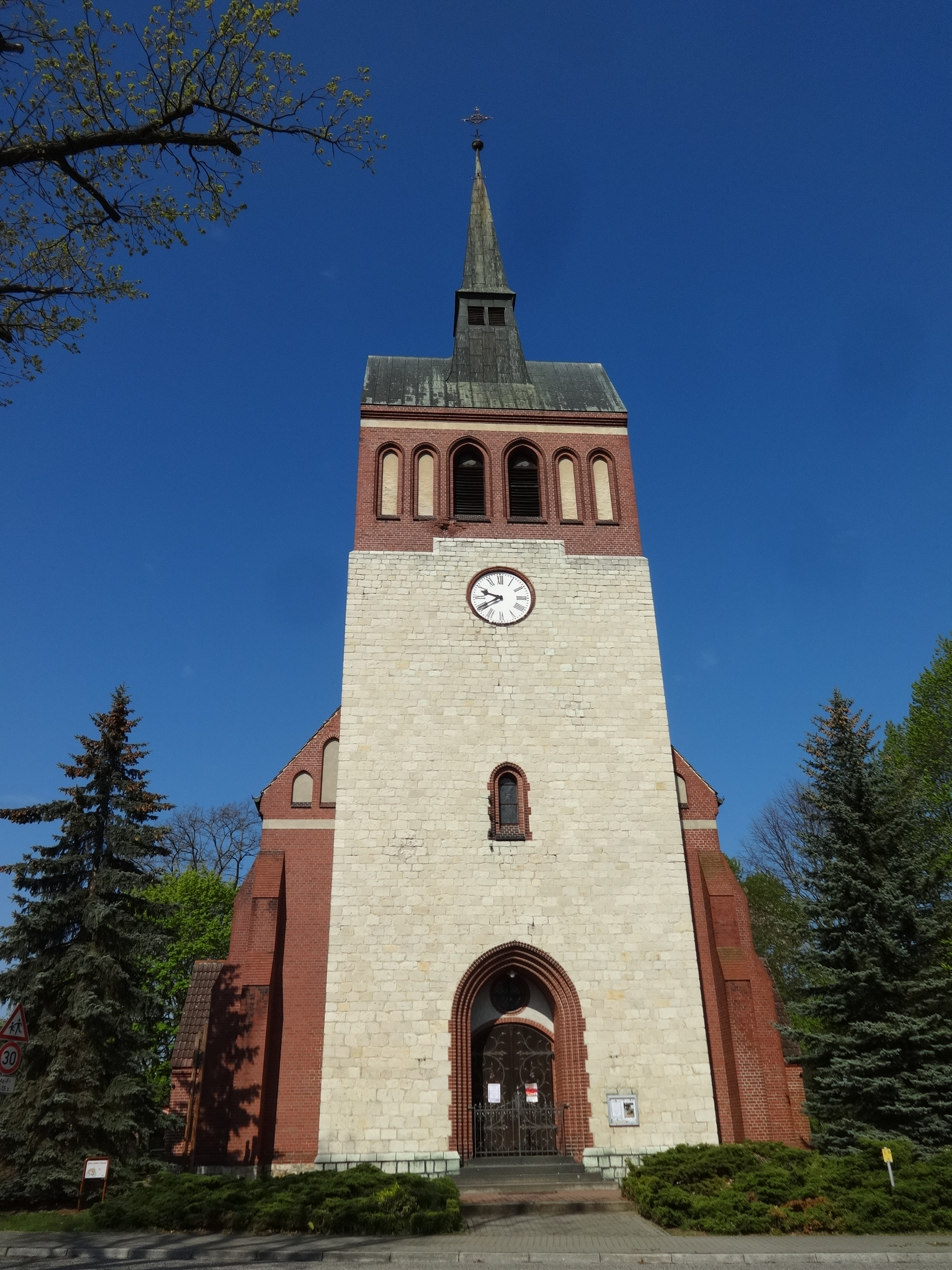
Ostturm

Die evangelische Dorfkirche Markgrafpieske ist eine Hallenkirche in Markgrafpieske, einem Ortsteil von Spreenhagen im Landkreis Oder-Spree in Brandenburg. Sie trägt seit 2012 den offiziellen Beinamen Friedenskirche McPeace.
Die Kirche gehört zum Kirchenkreis Oderland-Spree der Evangelischen Kirche Berlin-Brandenburg-schlesische Oberlausitz.

## Geschichte
Das Bauwerk entstand in den Jahren von 1896 bis 1898 nach einem Entwurf des Regierungsbaumeisters Schlaeger. Dieser war unter anderem auch den Bau der Dorfkirche Drachhausen im Süden Brandenburgs verantwortlich. Der Bau in Markgrafpieske wurde vom Baumeister Häuser ausgeführt. Nach der Wende sanierte die Kirchengemeinde in den 1990er Jahren den Sakralbau. 1997 erhielt die Orgel ein elektrisches Gebläse, sie wurde 1998 von Christian Scheffler restauriert.

## Architektur
Die dreischiffige Halle wurde aus Backsteinen mit einem rechteckigen Grundriss im Stil der Neugotik errichtet. An den Längsseiten des Kirchenschiffs befinden sich insgesamt vier spitzbogenförmige Fenster, die nochmals in je drei, ebenfalls spitzbogenförmige Segmente unterteilt sind. Mehrfach gestufte Strebepfeiler zwischen den Fenstern sorgen für die notwendige Statik. Am nördlichen Kirchenschiff befindet sich in Richtung Kirchturm eine Vorhalle. Im Westen schließt sich eine halbrunde Apsis an.
Im Osten steht der querrechteckige, massive 48 Meter hohe Turm. Er ist bis in etwa zur Höhe der Traufe des Kirchenschiffs aus hellem Kalkstein errichtet und mit mehreren spitzbogenförmigen Fenstern wie auch einem mächtigen Portal versehen. An drei Seiten des Turms befindet sich eine Uhr. Unterhalb sind im Giebel des Kirchenschiffs an jeder Seite zwei neugotisch ausgeformte Blenden angebracht. Diese Formensprache wurde auch im Obergeschoss des Turms aufgenommen: Im Glockengeschoss ließ Schlaeger mehrere Blenden anbringen, die sich um je zwei Klangarkaden an der Front- und Rückseite sowie je eine weitere Klangarkade an den Seitenflächen des Kirchturms gruppieren. Kirchenschiff und Turm schließen mit einem Satteldach ab, das mit dunklen Ziegeln gedeckt ist. Der quer aufgesetzte, ebenfalls mit dunklen Ziegeln eingedeckte Dachreiter schließt mit einer Turmkugel und einem Kreuz ab.

## Ausstattung und Orgel
Die Ausstattung der Kirche, darunter eine Hufeisenempore stammt aus der Bauzeit, darunter eine Orgel von Wilhelm Sauer aus dem Jahr 1898. Das Opus 752 verfügt über 13 Register und 750 Pfeifen. Die Kirchengemeinde bezahlte Sauer für das Instrument 4.412 Goldmark. Die Disposition lautet wie folgt:
| I Manual C–f3 |                |    |
| 1.            | Principal      | 8′ |
| 2.            | Bordun         | 8′ |
| 3.            | Flöte          | 8′ |
| 4.            | Gamba          | 8′ |
| 5.            | Octave         | 4′ |
| 6.            | Rohrflöte      | 4′ |
| 7.            | Cornett III-IV |    |

| II Manual C–f3 |                 |    |
| 8.             | Geigenprincipal | 8′ |
| 9.             | Gedackt         | 8′ |
| 10.            | Salicional      | 8′ |
| 11.            | Gemshorn        | 4′ |

| Pedal C–d1 |         |     |
| 12.        | Subbass | 16′ |
| 13.        | Octave  | 8′  |

## Historische Bibel
Zur Kirchweihe erhielt die Gemeinde eine in Gold gefasste Bibel der Kaiserin Auguste Victoria, aus der zu besonderen Anlässen gelesen wird. Ein Triptychon aus der Cranach-Schule um 1530 befindet sich als Dauerleihgabe im Dommuseum in Brandenburg an der Havel.